# جانی رودز
جان رودریگز یا جانی رودز (انگلیسی: Johnny Rodz؛ زادهٔ ۱۶ مهٔ ۱۹۴۱) کشتی‌گیر کشتی حرفه‌ای اهل ایالات متحده آمریکا است.
وی همچنین برندهٔ جوایزی همچون تالار شهرت دبلیو دبلیو ای شده‌است.